# Inge Kazamel

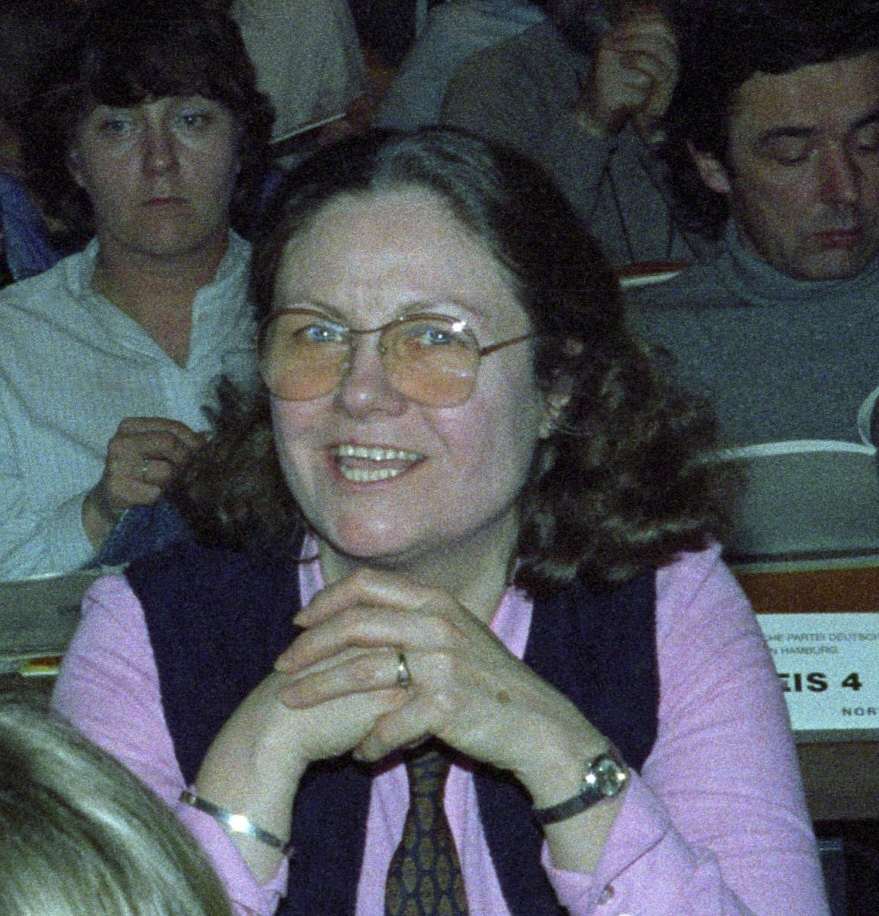
Inge Kazamel auf einer SPD-Versammlung um 1975

Inge Kazamel (* 23. Juli 1928 in Hamburg; † Dezember 2016) war eine deutsche Politikerin der SPD und Mitglied der Hamburgischen Bürgerschaft.

## Leben
Von 1935 bis 1945 besuchte die gebürtige Hamburgerin Inge Kazamel in Güstrow in Mecklenburg verschiedene Schulen. Nach der Rückkehr ihrer Familie nach Hamburg war Kazamel zweieinhalb Jahre als Schwesternschülerin in Wintermoor und in Rissen tätig. Anschließend besuchte sie eine private Handelsschule und arbeitete fortan im kaufmännischen Bereich.  
Von 1985 bis 1997 war sie Geschäftsführende Gesellschafterin im Angestelltenverhältnis des „Jugenderholungswerks Hamburg e.V.“.  Danach ging sie in den beruflichen Ruhestand. Sie war verheiratet und hatte eine Tochter (* 1949).

## Politik
Seit 1972 war sie Mitglied in der SPD und saß als Kommunalpolitikerin von 1978 an in der Bezirksversammlung Hamburg-Nord. Zunächst wurde sie dort zur Vorsitzenden des Jugendwohlfahrtsausschusses gewählt. Nach der Bürgerschaftswahl von 1982 wurde sie Fraktionsvorsitzende des Kerngebietsausschusses und damit Mitglied des Fraktionsvorstandes.
1983 rückte sie als Abgeordnete in die Hamburgische Bürgerschaft nach. Mehrere Wahlperioden lang war sie bis 1993 für die SPD-Fraktion unter anderem im Ausschuss für Schule, Jugend und Berufsbildung und im Ausschuss für Arbeit und Soziales tätig.
Auch nach ihrem Ausscheiden aus dem Feierabendparlament arbeitete sie ehrenamtlich als Vorsitzende des Vereins Spielhaus Alsterdorf – Verein für Kinder- und Jugendfreizeit e.V. weiter.

## Schriften
- Inge Kazamel (Hrsg.): Grenzenlos – deutsch-deutsche Jugendbewegung zwischen Mauerfall und Einheitsstaat. Ergebnis Verlag, Hamburg 1992, ISBN 3-87916-021-X